# Trichobilharzia regenti
Trichobilharzia regenti je druh parazitického helminta z čeledi Schistosomatidae. Jedná se o ptačí druh schistosomy s dvouhostitelským cyklem, kdy mezihostitelem je sladkovodní plž (rod Radix) a definitivním hostitelem jsou ptáci z čeledi kachnovití (Anatidae). V nich parazit migruje centrální nervovou soustavou až do nosní dutiny, v níž dochází k pohlavnímu rozmnožování. Příbuzným druhem této motolice jsou tropické krevničky (rod Schistosoma) způsobující u člověka významné infekční onemocnění schistosomózu (dříve též označované jako bilharzióza). Přestože je T. regenti ptačí schistosomou, může penetrovat také do lidské kůže a způsobovat silně svědící vyrážku zvanou cerkáriová dermatitida.

## Výskyt
Trichobilharzia regenti byla objevena v Česku v roce 1998. Později byl její výskyt zaznamenán i v dalších evropských státech, např. v Polsku, Francii, Dánsku, Německu nebo Islandu, byla nalezena také v Íránu.

## Hostitelé
Mezihostiteli T. regenti jsou vodní plicnatí plži rodu Radix. Jako definitivní hostitelé slouží ptáci z čeledi kachnovití (Anatidae). T. regenti byla nalezena byla u kachny divoké (Anas platyrhynchos), lžičáka pestrého (Anas clypeata), poláka chocholačky (Aythya fuligula), poláka kaholky (Aythya marila), poláka velkého (Aythya ferina), morčáka velkého (Mergus mergaster), labutě velké (Cygnus olor) nebo husy velké (Anser anser).

## Životní cyklus a morfologie stádií
Životní cyklus Trichobilharzia regenti je analogický cyklu lidských schistosom: zahrnuje dva hostitele a následující vývojová stadia.

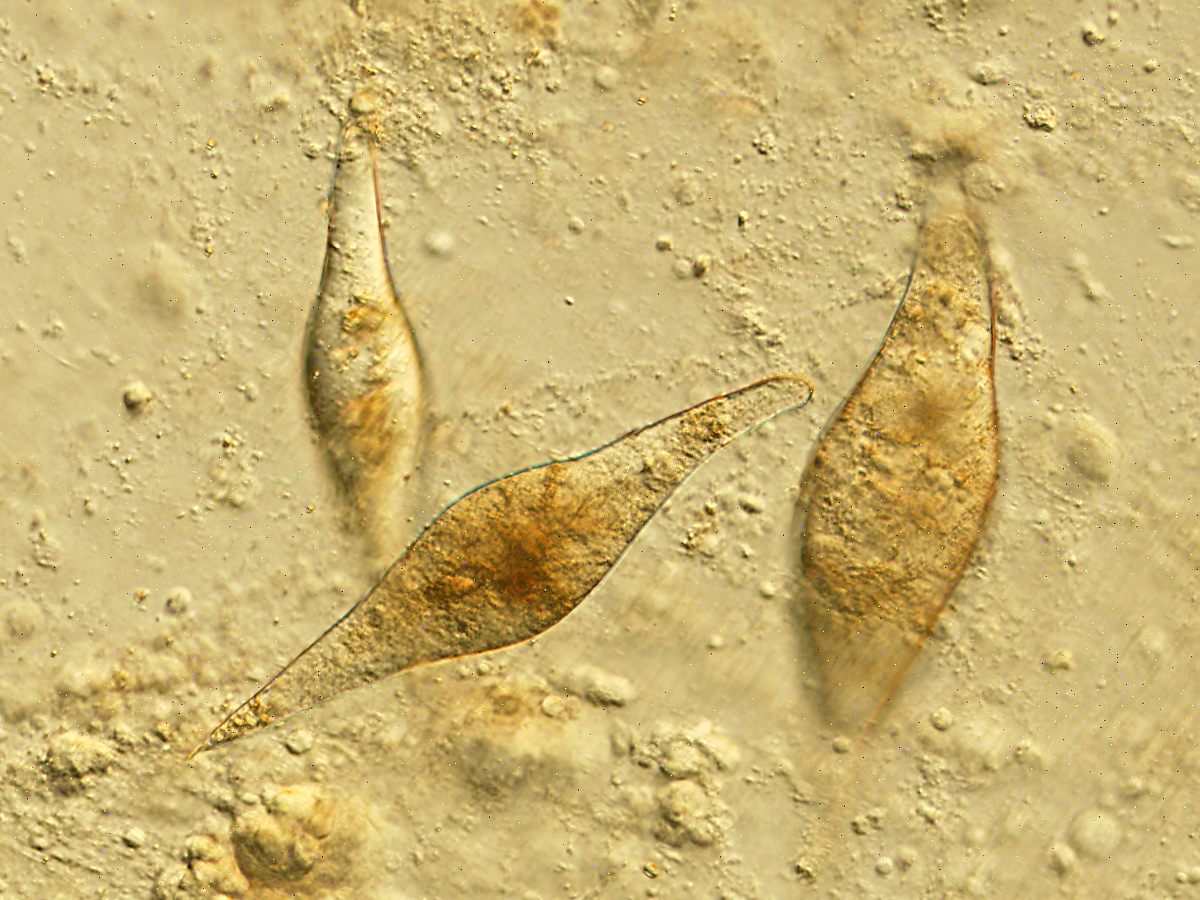
Vajíčka T. regenti

### Dospělci
Trichobilharzia regenti patří podobně jako lidské schistosomy mezi gonochoristy s pohlavním dimorfismem. Dospělí jedinci mají nitkovité tělo, které u samic dosahuje délky až 15,4 mm a u samců až 19 mm. U obou pohlaví přední část těla obsahuje ústní otvor obklopený ústní přísavkou. Posteriorně je umístěna přísavka břišní (acetabulum). U samců je podobně jako u tropických schistosom přítomen na ventrální straně těla canalis gyneacophorus, který je však u T. regenti poměrně krátký. Tato struktura slouží samcům schistosom k přidržování samičky při kopulaci. Za canalis gyneacophorus mají samci velký počet varlat (více než 120). Samice mají germaria a také pro motolice typický Laurerův kanál, kterým pravděpodobně odchází přebytečný materiál z ootypu do vnějšího prostředí. Dospělé motolice se lokalizují v sliznici nosní dutiny svých definitivních hostitelů, kde dochází k pohlavnímu rozmnožování a kladení vajíček.

### Vajíčka
Vajíčka jsou vřetenovitého tvaru (délka cca 300 μm, šířka 70 μm) s dlouhým rovným trnem (občas mírně prohnutým). Z vajíček se v nosní dutině líhnou miracidia. Hlavní patologické změny nosní tkáně jsou krvácivost a přítomnost granulací v okolí vajíček a volných miracidií.

### Miracidia
Miracidia jsou mikroskopická larvální stadia na první pohled připomínající nálevníky. Jsou pokryté pásy ciliárních buněk sloužících k pohybu. Nepřijímají potravu a během poměrně krátké doby několika hodin vyčerpají energetické zásoby. Jejich velikost se pohybuje okolo 150 μm. Miracidia se líhnou přímo v nosní sliznici ptačích hostitelů a opouštějí je např. dostávají se do vody (například během doby, kdy hostitel pije), kde následně vyhledávají vhodného mezihostitele (plž).

### Sporocysty
V mezihostiteli se miracidia mění na primární sporocysty, z jejichž totipotentních buněk vznikají sporocysty sekundární. Sporocysty mají podobu jednoduchého váčku obsahujícího zárodečné buňky. Uvnitř těchto sporocyst dochází k produkci cerkárií.

### Cerkárie
Cerkárie se skládají z tělní části a ocásku, jejich délka se pohybuje okolo 750 μm. Ocásek cerkárií T. regenti je rozdvojený a tvoří tzv. vidličku (furku), proto se tento morfologický typ cerkárií nazývá furkocerkárie. Ocásek slouží larvám k pohybu. Cerkárie nepřijímají potravu a jako zdroj energie využívají zásoby glykogenu nastřádané během vývoje uvnitř sporocysty. Z infikovaných plžů se cerkárie cyklicky uvolňují a penetrují kůži definitivního hostitele (kachnovitých ptáků).
Penetrace je stimulována přítomností mastných kyselin na povrchu kůže definitivního hostitele a je umožněna pohyby hlavového orgánu a působením histolytických cysteinových proteáz (katepsin B), uvolňovaných z penetračních žláz cerkárií. Tyto proteázy dokáží proteolyticky degradovat myelin, fibrinogen a proteiny obsažené v kůži (keratin, kolagen a elastin) a usnadňují tak cerkáriím průnik do definitivního hostitele. Cerkárie během penetrace odvrhují povrchový, silně imunogenní glykokalyx a stávají se tak méně atraktivní pro imunitní systém hostitele. Se zahájením penetračních pohybů také odhazují ocásek a mění se v stádium schistosomuly.
Bylo dokázáno, že T. regenti je schopná nakazit definitivního hostitele nejen perkutánní cestou (skrz kůži), ale že k nákaze vodních ptáků může dojít i po vypití cerkárií nebo pozření infikovaných plžů.

### Schistosomula
Nazální druh T. regenti je mezi schistosomami unikátní tím, že jejich schistosomula migrují z kůže do místa své definitivní lokalizace (sliznice nosní tkáně) skrz nervový systém. Během migrace se schistosomula živí okolní nervovou tkání. Přítomnost schistosomul v centrální nervové soustavě vede k silným zánětlivým reakcím, eosinofilním meningitidám nebo dystrofickým a nekrotickým změnám neuronů. U svých hostitelů mohou způsobovat neuromotorické poruchy vedoucí až k dočasnému ochrnutí končetin.

## Infekce náhodného hostitele

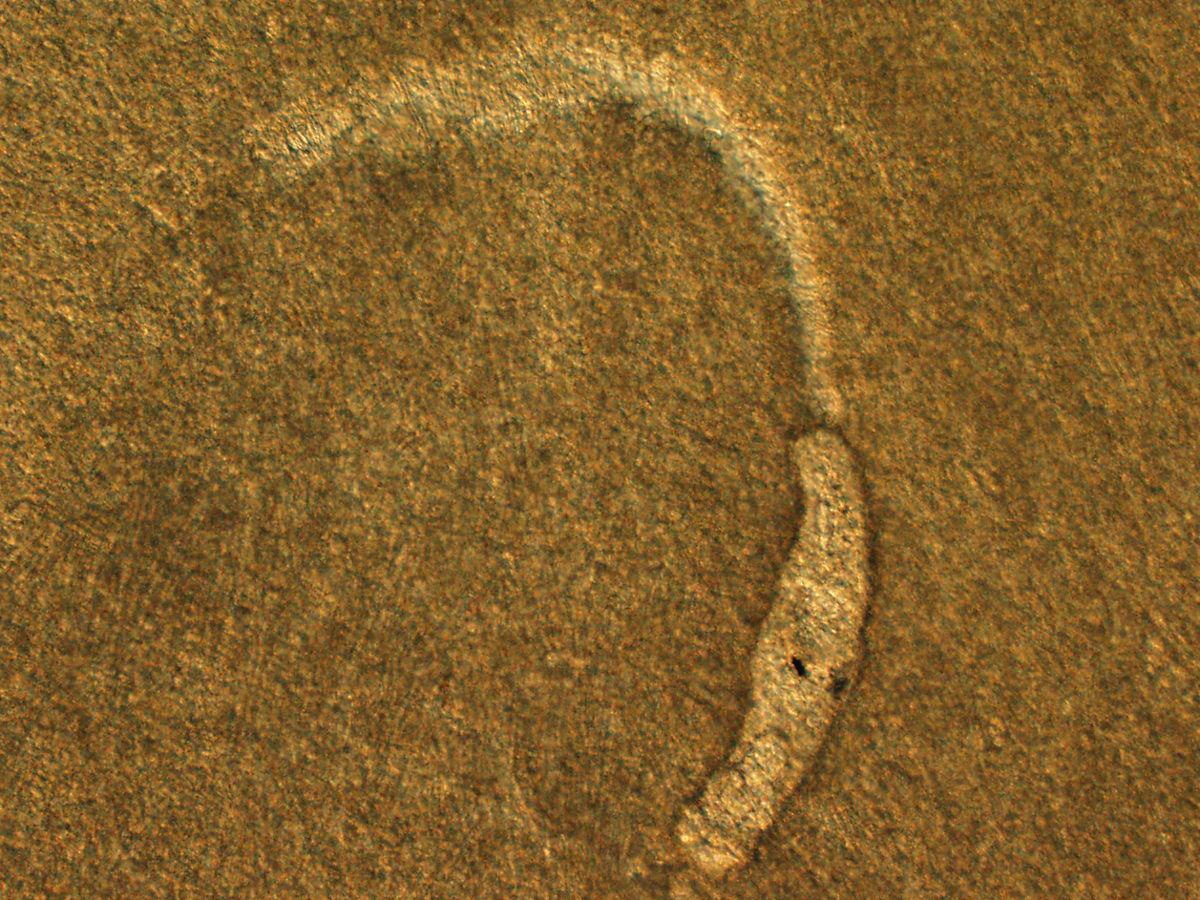
T. regenti migrující míchou experimentálně infikované myši

Pokud T. regenti pronikne do kůže náhodného hostitele, jakým jsou pro tohoto parazita například savci včetně člověka, tak typicky nedochází k dokončení vývojového cyklu a cerkárie hynou v kůži hostitele. V experimentálních pracích bylo ale prokázáno, že během primární infekce jsou tito parazité schopní uniknout z kůže a proniknout do centrálního nervového systému. Bylo dokonce pozorováno, že i u savců může infekce touto ptačí schistosomou vyústit v paralýzu končetin, jak bylo dokázáno na myším modelu.
U myší infikovaných radioaktivně značenými cerkáriemi bylo sledováno, že kůži opouští asi 10 % larev. Většina larev, které v kůži zůstávají, hynou do 8 dní od infekce. Při opakované expozici cerkáriemi (čtvrtá infekce) je jejich likvidace ještě efektivnější. Zatímco během primární infekce je aktivována imunitní reakce typu Th1 i Th2, u opakované infekce už dochází k polarizaci na imunitní odpověď Th2.
Cerkárie ptačích schistosom paradoxně obecně ochotněji penetrují savčí kůži než ptáčí, a to díky většímu obsahu stimulačních mastných kyselin v kůži savců. Onemocnění vyvolané průnikem cerkárií do náhodných savčích hostitelů se nazývá cerkáriová dermatitida.

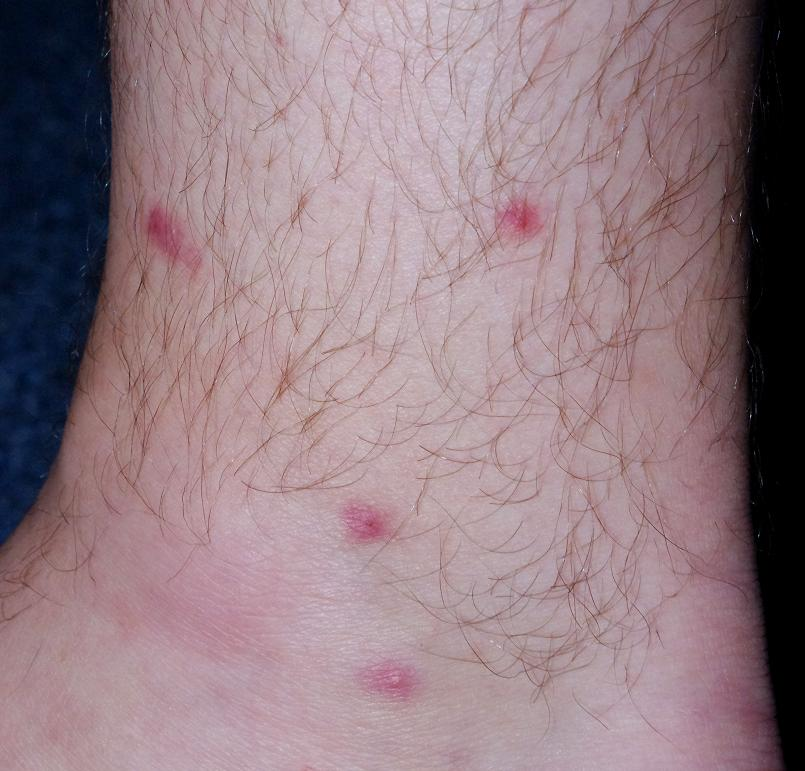
Cerkáriová dermatitida

## Zajímavosti
Trichobilharzia regenti byla objevena v roce 1998 vědci z Katedry parazitologie Přírodovědecké fakulty Univerzity Karlovy v Praze. Místo nálezu - jihočeské rybníky - odráží i druhový název tohoto parazita, který nese jméno jednoho jihočeského pivovaru.